# یوشیناگا فومی
یوشیناگا فومی (انگلیسی: Fumi Yoshinaga؛ زادهٔ ۲۰ اکتبر ۱۹۷۱) یک مانگاکا، و فیلم‌نامه‌نویس اهل ژاپن است.